# Armadillidium djebalensis
Armadillidium djebalensis är en kräftdjursart som beskrevs av Albert Vandel 1958. Armadillidium djebalensis ingår i släktet Armadillidium och familjen klotgråsuggor. Inga underarter finns listade i Catalogue of Life.